# Bundesstraße 474
Die Bundesstraße 474 (Abkürzung: B 474) ist eine deutsche Bundesstraße in Nordrhein-Westfalen im Münsterland und im nördlichen Ruhrgebiet.

## Geschichte/Weiteres
Die Bundesstraße 474 wurde Anfang der 1960er Jahre eingerichtet, um das Netz der Bundesstraßen zu verbessern. Im Laufe der Zeit wurde sie an einigen Stellen durch Ortsumgehungsstraßen ersetzt. Von der Fertigstellung der Ortsumgehung Dülmen bis Ende September 2023 wurde die B 474 zwischen den Anschlussstellen (AS) Dülmen und Dülmen-Nord über die A 43 geführt und erreichte erst dort den bisherigen Autobahnzubringer B 474n, der bereits mit Bau der Autobahn fertiggestellt wurde; die alte Führung durch Dülmen wurde abgestuft.
Der lange Zeit fehlende, westliche Anschluss an die als Kleeblatt ausgeführte AS Dülmen Nord war in der Planung der B 67, Abschnitt Reken-Dülmen, enthalten und wurde am 29. September 2023 als erster Bauabschnitt für den Verkehr freigegeben.
Geplant ist, ein weiteres Teilstück der B 474 im nördlichen Ruhrgebiet zu bauen. Es soll als Verlängerung der A 45 vom Autobahnkreuz Dortmund-Nordwest an Waltrop vorbei zur B 235 nördlich von Datteln führen und die Bundesstraße 235 in Datteln und die Landesstraße 609 in Waltrop entlasten. Die Planung läuft unter dem Arbeitstitel „B 474n“ und hat bei betroffenen Waltroper Anliegern Proteste ausgelöst.
Die Ortsumgehung Datteln ist mittlerweile planfestgestellt, der Beschluss wurde beklagt, ist aber rechtskräftig. Mit dem Bau wurde im Oktober 2019 begonnen. Es wird erwartet, dass dieser Teilabschnitt noch im Jahr 2025 für den Verkehr freigegeben werden kann.
Der Abschnitt zwischen der A 31 (AS Legden/Ahaus) und der B 54 bei Gronau wurde zum 1. Januar 2010 zur Landes-, Kreis- und Gemeindestraße herabgestuft.